# Cœur (anthropologie)
Pour les articles homonymes, voir Cœur.
Le Cœur en anthropologie ne désigne pas seulement l'organe du même nom. Avant l’ère chrétienne la nature émotive et en même temps la nature mentale de l'Homme est attribué au cœur.  
En Égypte antique, le cœur est désigné par deux hiéroglyphes distincts : haty et ib. C'est le siège de la personnalité, de la mémoire et de la conscience. Cet organe est symboliquement évalué à l'aune de la maât sur la balance du tribunal d'Osiris.
Aristote, en opposition aux premiers philosophes, place l'âme rationnelle dans le cœur plutôt que dans le cerveau. Selon lui, l'âme est aussi l'essence ou la forme (eïdos morphè) des êtres vivants. Elle est le principe dynamique qui les meut et les guide vers leurs fins propres, qui les pousse à réaliser leurs potentialités. 
C'est plus tard que le cerveau de l'Homme devient le point central des fonctions mentales (cf Cogito ergo sum)[réf. nécessaire].